# Косий капонір
Ко́сий капонір — фортифікаційна споруда середини ХІХ століття в складі Госпітального укріплення Нової Печерської фортеці (Київ). Упродовж 1863—1918 років капонір використовувався як місце утримання політичних в'язнів, зокрема, з середовища військовослужбовців. У 1930—1941 роках і від 1971-го донині — музей.

## Опис
Проект Косого капоніра було складено у 1843 та втілено в 1844—1845. Цю будівлю звели з цегли та каменю як додатковий елемент Госпітального укріплення Київської фортеці, що мав забезпечити надійніший захист місця прилучання 2-го полігону до північного фронту укріплення. Через особливості місцевості новий капонір виявився в плані асиметричним, що закріпило за ним назву «Косий». На відміну від капонірів у полігонах Госпітального укріплення, Косий капонір було винесено за лінію гласиса. З рову 2-го полігону до Косого капоніра крізь товщу гласиса прокладено потерну. Наземна частина Косого капоніра виходить на західний схил Черепанової гори. У стінах завтовшки близько 1,3 м влаштовано 15 гарматних амбразур та бійниці для рушниць.

## Використання
Як і вся Київська фортеця, Косий капонір ніколи не був використаний для бойових дій. У 1863—1864 роках тут утримували в ув'язненні учасників польського повстання, сімох з них розстріляли біля ескарпної стіни у рові 2-го полігону. У 1865 році Косий капонір був переобладнаний на політичну в'язницю з особливо суворим режимом, що діяла до 1918 року; її порівнювали з іншою політичною тюрмою — Шліссельбурзькою фортецею. Тут перебували О. Г. Шліхтер, Г. І. Чудновський, Д. І. Ульянов, керівник повстання саперів 1905 року Б. П. Жаданівський та інші, пізніше — вбивця П. Столипіна Д. Г. Богров. Серед ув'язнених були також учасники повстання 41-го Селенгінського піхотного полку і 21-го саперного батальйону 1907 року; 11 найактивніших повстанців були того ж року розстріляні й поховані в рові 2-го полігону неподалік від Косого капоніра.

## Радянські часи
В 1919 році, після повторного захоплення Києва більшовиками, в «Косому капонірі» було влаштовано концтабір, де, зокрема, утримувалося чимало євреїв.
За 20-і роки в капонірі існувало приватне помешкання і склад, аж поки у 1930 році тут не було створено музейну експозицію «Косий капонір — київський Шліссельбург», присвячену ув'язненим за царату революціонерам. Спершу вона являла собою філію Київського музею революції, з 1940 року — філію Державного історичного музею УРСР. Діяла до 1941.
У повоєнні роки Косий капонір було використано як приміщення невеликого взуттєвого підприємства, але, згідно з постановою Ради Міністрів УРСР № 633 від 28 вересня 1967, в історичній споруді було відновлено філію Історичного музею. Реставраційні роботи, благоустрій території та підготовка нової експозиції тривали упродовж 1969—1971 років; відкриття відбулося у вересні 1971 року. Відповідно до проекту благоустрою (архітектор І. Сигалов, Київпроект), поряд із входом до потерни Косого капоніра тюремний двір було відокремлено за допомогою високого частоколу. Тоді ж на місці поховання страчених учасників повстання 1907 року був створений меморіал.

## Сучасний стан

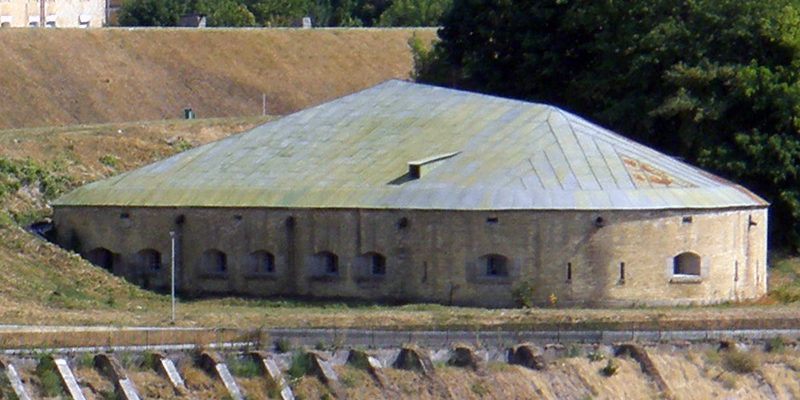
Косий капонір

З 1991 Косий капонір належить до Національного історико-архітектурного музею «Київська фортеця». Тут працює музейна експозиція «Історія використання споруд Київської фортеці»; в ній представлені дані про відомих ув'язнених, карета смертників, в якій відправляли на страту, описані умови утримання ув'язнених. Час роботи музею з 10:00 до 17:00 (остання екскурсія о 16:30). Понеділок — вихідний. Вартість входу 14 грн. + Вартість екскурсії 10 грн. Огляд експозиції музею тільки з екскурсоводом, огляд території — безкоштовно.
Адреса: вулиця Госпітальна, 24-а.